# Емінув
Емінув (пол. Eminów) — село в Польщі, у гміні Рокіцини Томашовського повіту Лодзинського воєводства.
Населення — 97 осіб (2011).
У 1975-1998 роках село належало до Пйотрковського воєводства.

## Демографія
Демографічна структура станом на 31 березня 2011 року:
|          | Загалом | Допрацездатний вік | Працездатний вік | Постпрацездатний вік |
| -------- | ------- | ------------------ | ---------------- | -------------------- |
| Чоловіки | 43      | 3                  | 29               | 11                   |
| Жінки    | 54      | 13                 | 27               | 14                   |
| Разом    | 97      | 16                 | 56               | 25                   |